# Жантиева, Диляра Гиреевна
Диля́ра Гире́евна Жанти́ева (2 (15) июня 1902, Керчь, Крым, Российская империя — 1975, Москва, РСФСР, СССР) — советский крымскотатарский учёный-литературовед, доктор филологических наук (1965).

## Биография
Родилась 2 (15) июня 1902 года в городе Керчь (Крым), Российская империя.
В 1922 году поступила в Северо-Кавказский государственный университет на литературное отделение, который окончила в 1927 году.
В 1931 году приступила к работе в Библиотеке иностранной литературы в Москве, здесь Жантиева прошла путь от библиотекаря первого разряда до главного библиографа.
В середине 1930-х годах была назначена руководителем консультационно-информационное бюро Библиотеки по вопросам западной литературы. В 1945 году успешно защитила диссертацию на соискание учёной степени кандидата филологических наук.
В годы Великой Отечественной войны награждена медалями «За оборону Москвы» в 1945, «За доблестный труд в Великой Отечественной войне» в 1946 году. Трудилась в Библиотеке иностранной литературы до марта 1948 года.
В 1965 году защитила диссертацию на теме «Английский роман XX в. 1918‑1939» на соискание учёной степени доктора филологических наук.
Сфера научных интересов Жантиевой лежит в области изучения проблемы критического реализма в Англии, литературу модернизма и русско-английские литературные связи. Занималась исследованием творчество Джона Голсуорси, Ричарда Олдингтона, Уильяма Сомерсета Моэма, Джека Линдсея и др.
Также занималась литературным переводом, перевела с английского на русский произведения английского романиста и новеллиста Джона Голсуорси «Сага о Форсайтах» и др.
Умерла 6 июня 1975 года в Москве.